# International Trauma Life Support

Logo von ITLS Deutschland

International Trauma Life Support (kurz ITLS) ist eine Non-Profit-Organisation mit Sitz in Illinois, USA, die ein Lehrgangskonzept für die präklinische Traumaversorgung entwickelt hat.
ITLS hat es sich zur Aufgabe gemacht, weltweit die rettungsdienstliche Versorgung von verletzten Menschen durch eine Verbesserung und Standardisierung der Ausbildung des Rettungsdienstpersonals zu optimieren. Ziel ist es, die Sterblichkeit und den Grad der Behinderung von verletzten Patienten (Traumapatienten) zu reduzieren.
Ein ähnliches Konzept bietet PHTLS an.

## Geschichte
Bereits in den 1970er Jahren wurde ein Lehrgangskonzept für Ärzte und Pflegekräfte entwickelt, die sich mit der Versorgung von Schwerstverletzten in der Notaufnahme (Schockraum) eines Krankenhauses beschäftigen. Es handelt sich hierbei um Advanced Trauma Life Support (ATLS).
John Emory Campbell, ein Notarzt aus Alabama (USA), erkannte, dass das klinische Konzept erst gut funktionieren kann, wenn auch präklinisch eine gute Versorgung durch den Rettungsdienst stattgefunden hat. Er entschloss sich daraufhin in Zusammenarbeit mit dem American College of Emergency Physicians (ACEP) ein Lehrgangskonzept zu erarbeiten, durch das Rettungsdienstpersonal (First Responder, Rettungshelfer, Rettungssanitäter, Rettungsassistenten, Notfallsanitäter und Notärzte) in die Lage versetzt wird, verletzte (traumatisierte) Patienten nach dem aktuellen Stand der medizinischen Wissenschaft zu versorgen.
Nur durch eine gute und schnelle rettungsdienstliche Versorgung kann das Advanced Trauma Life Support (ATLS) Konzept in der Klinik greifen und somit zu einer Senkung der Verletztensterblichkeit und dem Grad der Behinderung nach einer Verletzung führen.
Dieses präklinische Lehrgangskonzept ist mittlerweile in 30 Ländern weltweit verbreitet. In Europa wird das Rettungsfachpersonal bereits in Deutschland, Österreich, Italien, Polen, England, Ungarn, Dänemark, Schweiz, Kroatien, Slowenien, Russland und Irland in ITLS ausgebildet. Weltweit sind bis zum Jahre 2017 etwa 750.000 Personen in ITLS ausgebildet worden, darunter Feuerwehrleute, Rettungsdienstpersonal, Soldaten, Pflegekräfte und Ärzte aller Fachrichtungen.
Die ITLS-Ausbildung hat in einigen Staaten einen so hohen Grad der Akzeptanz erreicht, dass es dort zur Voraussetzung geworden ist, die Ausbildung in ITLS nachzuweisen, um eine Stelle im Rettungsdienst besetzen zu können. In diesen Ländern wurde zum Teil die Verletztenversorgung nach ITLS als fester Bestandteil in die Ausbildung des Rettungsdienstpersonals integriert.
Die evidenzbasierten Ausbildungsinhalte werden regelmäßig durch das American College of Emergency Physicians (ACEP) und das Wissenschaftskomitee von ITLS International überprüft und weiterentwickelt. Mit einbezogen werden dabei die Erfahrungen aller Rettungsdienste weltweit, die an der Verletztenversorgung nach ITLS beteiligt sind. Dazu findet jährlich eine Konferenz statt, bei der von jedem lokalen Verband Mitglieder anwesend sein müssen. Durch Vorträge und Workshops werden dort die durch das American College of Emergency Physicians (ACEP) evaluierten Ergebnisse in der Wissenschaft der Traumaversorgung weitergeben.

## Struktur
ITLS International ist der gemeinnützige Mutterverband und hat seinen Sitz in Illinois, USA. Seine Aufgabe wird durch regional angesiedelte Tochterverbände unterstützt.
Um als Tochterverband agieren zu können, bedarf es der Lizenzierung durch ITLS International. Dazu müssen unterschiedliche durch ITLS International vorgegebene qualitätsrelevante Merkmale erfüllt und nachgewiesen werden.
Ein bewährtes Konzept zur Verbreitung innerhalb einer Region ist es, bereits bestehende Ausbildungsstätten für die Rettungsdienstausbildung zu Hilfe zu nehmen. Diese bieten das ITLS-Ausbildungs-Konzept an und machen es somit den Mitarbeiterinnen und Mitarbeitern im Rettungsdienst zugänglich. Hierzu werden gemeinnützige Rettungsdienstschulen durch die Tochterverbände lizenziert, nachdem sie nachgewiesen haben die hohen qualitativen Merkmale der ITLS-Ausbildung leisten zu können.

## Finanzierung
ITLS International, die regionalen Tochterverbände und auch die Trainingszentren, an denen die ITLS-Ausbildungen angeboten werden, sind weltweit gemeinnützig organisiert. Dies bedeutet, dass niemand mit Hilfe von ITLS gewinnbringend wirtschaften kann. Dadurch wird gewährleistet, dass die Idee, die präklinische Verletztenversorgung zu verbessern, nicht aufgrund von wirtschaftlichen Interessen in den Hintergrund gerät.
Um dennoch die anfallenden Kosten für die wissenschaftliche Weiterentwicklung der Verletztenversorgung und die weltweite Verbreitung von ITLS finanzieren zu können, erhebt ITLS International eine Lizenzgebühr in Höhe von 15 US-$ für jeden Rettungsdienstmitarbeiter, der an einer ITLS-Ausbildung teilnimmt.
Um die geringe Höhe der Lizenzgebühr aufrechtzuerhalten, ist es notwendig, dass die anfallende Arbeit durch die Mitarbeiter von ITLS ehrenamtlich geleistet wird. Die ehrenamtliche und gemeinnützige Struktur von ITLS wird durch den Gründer John Emory Campbell vorgelebt. Nur durch den Einsatz seines Privatvermögens war es möglich ITLS zu gründen, aufrechtzuerhalten und weiterzuentwickeln.

## Umbenennung von BTLS in ITLS
Im Jahr 2005 wurde die Umbenennung von Basic Trauma Life Support (BTLS) in International Trauma Life Support (ITLS) entschieden.
Die Umbenennung war notwendig, um dem mittlerweile hohen Grad der weltweiten Verbreitung Rechnung zu tragen.
Den regionalen Verbänden wurde für die Umbenennung eine Frist bis zum 31. Dezember 2006 eingeräumt. Somit war ab dem 1. Januar 2007 weltweit die Umbenennung abgeschlossen.